# Liste von Terroranschlägen im Niger
Die Liste von Terroranschlägen im Niger beinhaltet eine Übersicht über im Niger geschehene Terroranschläge.
Zur großen Übersicht siehe Liste von Terroranschlägen.

## Erläuterung
In der Spalte Politische Ausrichtung ist die politische bzw. weltanschauliche Einordnung der Täter angegeben: faschistisch, rassistisch, nationalistisch, nationalsozialistisch, sozialistisch, kommunistisch, antiimperialistisch, islamistisch (schiitisch, sunnitisch, deobandisch, salafistisch, wahhabitisch), hinduistisch. Bei vorrangig auf staatliche Unabhängigkeit oder Autonomie zielender Ausrichtung ist autonomistisch vorangestellt, gefolgt von der Region oder der Volksgruppe und ggf. weiteren Merkmalen der Täter: armenisch, irisch (katholisch), kurdisch, tirolisch, tschetschenisch, dagestanisch, punjabisch (sikhistisch), palästinensisch.
Die Opferzahlen der Anschläge werden farbig dargestellt:

Die Zahl bei den Anschlägen getöteter/verletzter Täter ist in Klammern ( ) gesetzt.

## Vor 2007
| Datum/Beginn       | Ort          | Artikel/Quelle(n) | Täter                               | Politische Ausrichtung | Mittel                      | Ziel           | Tote | Verletzte | Hintergrund |
| ------------------ | ------------ | ----------------- | ----------------------------------- | ---------------------- | --------------------------- | -------------- | ---- | --------- | ----------- |
| 19. September 1989 | Gouré        | UTA-Flug 772      | vermutlich Libyen                   |                        | Sprengstoff                 | Flugzeug       | 170  | 0         |             |
| 16. Mai 1994       | Tchawa       | [ 2 ]             | Volksfront der Befreiung der Sahara |                        | Automatische Schusswaffe(n) | Militäreinheit | 40   | 0         |             |
| 19. Oktober 1997   | Aderbissinat | [ 3 ]             | FARS                                | autonomistisch         | Schusswaffen                | Dorf           | 27   | 0         |             |

## 2007
| Datum/Beginn      | Ort       | Artikel/Quelle(n) | Täter | Politische Ausrichtung | Mittel       | Ziel              | Tote | Verletzte | Hintergrund |
| ----------------- | --------- | ----------------- | ----- | ---------------------- | ------------ | ----------------- | ---- | --------- | ----------- |
| 22. Juni 2007     | Agadez    | [ 4 ]             | MNJ   |                        | Schusswaffen | Militärstützpunkt | 15   | 43        |             |
| 15. Dezember 2007 | Iferouane | [ 5 ]             |       |                        | Schusswaffen | Militärkonvoi     | 30   |           |             |

## 2015
| Datum/Beginn     | Ort   | Artikel/Quelle(n) | Täter      | Politische Ausrichtung     | Mittel                      | Ziel                           | Tote      | Verletzte | Hintergrund                 |
| ---------------- | ----- | ----------------- | ---------- | -------------------------- | --------------------------- | ------------------------------ | --------- | --------- | --------------------------- |
| 08. Februar 2015 | Diffa | [ 6 ]             | Boko Haram | wahhabitisch, islamistisch | Mörser                      | Markt                          | 1         | 20        | Scharia-Konflikt in Nigeria |
| 25. April 2015   | Diffa | [ 7 ]             | Boko Haram | wahhabitisch, islamistisch | Schusswaffen                | Militärbasis auf dem Tschadsee | 74 (+156) | 9 (+?)    | Scharia-Konflikt in Nigeria |
| 17. Juni 2015    | Diffa | [ 8 ] [ 9 ]       | Boko Haram | wahhabitisch, islamistisch | Schusswaffen, Brandstiftung | Dörfer                         | 38        | 3         | Scharia-Konflikt in Nigeria |

## 2016
| Datum/Beginn     | Ort    | Artikel/Quelle(n) | Täter      | Politische Ausrichtung     | Mittel                      | Ziel                | Tote | Verletzte | Hintergrund                 |
| ---------------- | ------ | ----------------- | ---------- | -------------------------- | --------------------------- | ------------------- | ---- | --------- | --------------------------- |
| 03. Juni 2016    | Diffa  | [ 10 ]            | Boko Haram | wahhabitisch, islamistisch | Schusswaffen, Brandstiftung | Kontrollpunkt, Dorf | 32   | 67        | Scharia-Konflikt in Nigeria |
| 06. Oktober 2016 | Tahoua | [ 11 ]            |            |                            | Schusswaffen                | Flüchtlingslager    | 26   | 1         | Scharia-Konflikt in Nigeria |

## 2018
| Datum/Beginn  | Ort   | Artikel/Quelle(n) | Täter      | Politische Ausrichtung     | Mittel                 | Ziel                                   | Tote   | Verletzte | Hintergrund                 |
| ------------- | ----- | ----------------- | ---------- | -------------------------- | ---------------------- | -------------------------------------- | ------ | --------- | --------------------------- |
| 04. Juni 2018 | Diffa | [ 12 ] [ 13 ]     | Boko Haram | wahhabitisch, islamistisch | 3 Selbstmordattentäter | Moschee, Koranschule, Geschäftszentrum | 9 (+3) | 38        | Scharia-Konflikt in Nigeria |

## 2019
| Datum/Beginn      | Ort          | Artikel/Quelle(n) | Täter      | Politische Ausrichtung     | Mittel                          | Ziel                        | Tote     | Verletzte | Hintergrund                 |
| ----------------- | ------------ | ----------------- | ---------- | -------------------------- | ------------------------------- | --------------------------- | -------- | --------- | --------------------------- |
| 07. März 2019     | Diffa        | [ 14 ]            | Boko Haram | wahhabitisch, islamistisch | Flugabwehrraketen, Sturmgewehre | Militärstützpunkt           | 7 (+27)  | 20 (+?)   | Scharia-Konflikt in Nigeria |
| 21. März 2019     | Gueskérou    | [ 15 ]            | Boko Haram | wahhabitisch, islamistisch | Messer                          | Zivilisten                  | 8        | 20        | Scharia-Konflikt in Nigeria |
| 14. Mai 2019      | Tondikiwindi | [ 16 ] [ 17 ]     | Boko Haram | wahhabitisch, islamistisch | Schusswaffen, Sprengstoff       | Militärpatrouille           | 28       |           | Scharia-Konflikt in Nigeria |
| 10. Dezember 2019 | Inatès       | [ 18 ] [ 19 ]     | Boko Haram | wahhabitisch, islamistisch | Schusswaffen, Mörser            | Militärstützpunkt, Soldaten | 71 (+57) | 12        | Scharia-Konflikt in Nigeria |

## 2020
| Datum/Beginn      | Ort        | Artikel/Quelle(n)           | Täter      | Politische Ausrichtung     | Mittel                      | Ziel              | Tote      | Verletzte | Hintergrund                 |
| ----------------- | ---------- | --------------------------- | ---------- | -------------------------- | --------------------------- | ----------------- | --------- | --------- | --------------------------- |
| 09. Januar 2020   | Siné Godar | [ 20 ] [ 21 ] [ 22 ]        | IS         | salafistisch, wahhabitisch | Schusswaffen                | Militärstützpunkt | 89+ (+77) | 6         |                             |
| 09. Mai 2020      | Tillabéri  | [ 23 ] [ 24 ] [ 25 ] [ 26 ] |            |                            | Schusswaffen                | Dörfer            | 20+       |           |                             |
| 12. Dezember 2020 | Toumour    | [ 27 ] [ 28 ]               | Boko Haram | wahhabitisch, islamistisch | Schusswaffen, Brandstiftung | Dorf              | 34        | 100       | Scharia-Konflikt in Nigeria |

## 2021
| Datum/Beginn      | Ort                                 | Artikel/Quelle(n)           | Täter                 | Politische Ausrichtung     | Mittel       | Ziel               | Tote     | Verletzte | Hintergrund |
| ----------------- | ----------------------------------- | --------------------------- | --------------------- | -------------------------- | ------------ | ------------------ | -------- | --------- | ----------- |
| 02. Januar 2021   | Tchioma Bangou, Zaroumbey Darey     | Anschläge in Tillabéri 2021 | Islamisten            | islamistisch               | Schusswaffen | Dörfer             | 100      | 75        |             |
| 15. März 2021     | Banibangou, Darey Tinni, Siné Godar | [ 31 ] [ 32 ]               |                       |                            |              | Konvoi, Dörfer     | 66       |           |             |
| 21. März 2021     | Tillia                              | [ 33 ] [ 34 ]               | vermutlich Islamisten | islamistisch               | Schusswaffen | Dörfer             | 137      |           |             |
| 16. August 2021   | Tillabéri                           | [ 35 ]                      |                       |                            | Schusswaffen | Zivilisten         | 37       |           |             |
| 02. November 2021 | Tillabéri                           | [ 36 ]                      | IS                    | salafistisch, wahhabitisch | Schusswaffen | Konvoi, Vigilanten | 69       |           |             |
| 16. November 2021 | Tahoua                              | [ 37 ]                      |                       |                            | Schusswaffen | Milizlager         | 25       |           |             |
| 05. Dezember 2021 | Tillabéri                           | [ 38 ]                      |                       |                            |              | Militärstützpunkt  | 29 (+79) |           |             |

## 2023
| Datum/Beginn       | Ort       | Artikel/Quelle(n) | Täter      | Politische Ausrichtung | Mittel                                           | Ziel     | Tote      | Verletzte | Hintergrund |
| ------------------ | --------- | ----------------- | ---------- | ---------------------- | ------------------------------------------------ | -------- | --------- | --------- | ----------- |
| 15. August 2023    | Koutougou | [ 39 ]            |            |                        | Angreifer auf Motorrädern                        | Soldaten | 17 (+100) | 20        |             |
| 28. September 2023 | Kandadji  | [ 40 ]            |            |                        | Angreifer auf Motorrädern                        | Soldaten | 12 (+100) | 7         |             |
| 02. Oktober 2023   | Tabatoul  | [ 41 ] [ 42 ]     | Islamisten | islamistisch           | Selbstmordattentäter mit Autobomben, Sprengsätze | Soldaten | 29 (+20)  | 2         |             |

## 2024
| Datum/Beginn    | Ort        | Artikel/Quelle(n) | Täter | Politische Ausrichtung | Mittel                    | Ziel                   | Tote | Verletzte | Hintergrund                   |
| --------------- | ---------- | ----------------- | ----- | ---------------------- | ------------------------- | ---------------------- | ---- | --------- | ----------------------------- |
| 28. Januar 2024 | Moto Gatta | [ 43 ]            |       |                        | Schusswaffen              | Vigilanten, Zivilisten | 22   |           | Aufstand im Maghreb seit 2002 |
| 22. März 2024   | Téguey     | [ 44 ]            |       |                        | Sprengsätze, Schusswaffen | Soldaten               | 23   | 17        | Aufstand im Maghreb seit 2002 |